# Le Tour du monde en quatre-vingts jours (film, 2004)
Pour les articles homonymes, voir Le Tour du monde en quatre-vingts jours (homonymie).
Pour plus de détails, voir Fiche technique et Distribution.
Le Tour du monde en quatre-vingts jours (Around the World in 80 Days) est un film américano-allemand réalisé par Frank Coraci, sorti en 2004. Il est librement adapté du roman éponyme de Jules Verne, publié sous forme de feuilleton en 1872, l'année même de l'histoire.
Le film se déroule à Londres en 1872. Phileas Fogg, un brillant inventeur, entreprend un pari fou : faire le tour du monde en 80 jours. Avec l'aide de son fidèle et intrépide valet Passepartout, Fogg se lance dans l'aventure. Commence alors une gigantesque course contre la montre, par train, bateau, montgolfière et même par avion.

## Synopsis
Au XIXe siècle. Lau Xing (Jackie Chan) est un Chinois qui a volé une statue de Bouddha en jade dans la Banque d'Angleterre pour la restituer à son village natal. Pour échapper à la police, il se fait passer pour un Français, prend le pseudonyme de Passepartout, et se fait engager comme valet auprès de Phileas Fogg (Steve Coogan), un inventeur génial et maladroit.
Des collègues jaloux de cet inventeur, en tête desquels Lord Kelvin, Ministre des Sciences, obligent Phileas Fogg à prendre un pari impossible à tenir : faire le tour du monde en quatre-vingts jours, en arrivant avant midi au palais des sciences. Si Phileas réussit, il remplacera Lord Kelvin comme Ministre des Sciences; s'il échoue, il devra détruire ses inventions et renoncer pour toujours à toute carrière scientifique.
Lord Kelvin tenant à tout prix à empêcher Philéas Fogg de réussir son pari, il envoie l'Inspecteur Fix de Scotland Yard, un arriviste de la pire espèce, pour les stopper par tous les moyens; il s'adjoint aussi les services de la Société du Scorpion Noir, l'organisation criminelle qui a volé la statue de jade du village de Passepartout. Mais la première tentative de l'Inspecteur Fix pour stopper Phileas Fogg échoue lamentablement, permettant à l'inventeur de commencer son voyage.
La première étape est Paris, ou Phileas rencontre Monique (Cécile de France), une peintre impressionniste qui travaille comme employée au vestiaire dans une exposition de peinture, et qui se joint à eux dans leur périple. Petit à petit, l'amour naîtra entre la Française et le Britannique. Passe-Partout se retrouve face à des assassins du Scorpion Noir, mais parvient à leur échapper et s'enfuit avec Philéas et Monique en ballon.
Peu après, ils prennent le train — voyage au cours duquel Monique découvre la véritable raison de la présence de Passepartout et accepte de garder le secret — pour la Turquie, où le prince Hapi (Arnold Schwarzenegger) leur impose une hospitalité forcée. Il veut faire de Monique l'une de ses sept femmes. En menaçant de détruire l'un de ses objets de collection (une statue réalisée par Rodin le représentant dans la posture du Penseur), nos trois amis réussissent à s'enfuir.
Pendant la suite du trajet en train, Passepartout se retrouve face à face avec l'Inspecteur Fix, dont l'incompétence et la maladresse lui valent de s'éjecter tout seul du train. Arrivé dans les Indes britanniques, le trio se retrouve avec de nouveaux ennuis sur les bras. En effet, Lord Kelvin, ayant appris que Passepartout est le voleur de la Banque d'Angleterre, envoie toutes les troupes britanniques à leur poursuite et, comme si cela ne suffisait pas, ils se retrouvent face aux assassins du Scorpion Noir et à l'Inspecteur Fix, qu'ils font passer pour Phileas Fogg pour obtenir une diversion bienvenue.
Les colonies britanniques leur étant interdites, ils sont obligés de passer par la Chine, où Passepartout retrouve son village natal auquel il rend la statue qu'il a volé à la Banque d'Angleterre. Phileas Fogg découvre la vérité et, se sentant trahi, rejette ses deux amis. Les sbires du Scorpion Noir arrivent et capturent Phileas et Monique. La bagarre qui suit est pleine d'humour; elle se termine avec l'arrivée de Wong Fei Hung (Sammo Hung) et des neuf autres tigres du Guangdong, qui libèrent Phileas, Monique et Passepartout. Bien qu'étant réconcilié avec ces deux derniers, ayant estimé que Passepartout a fait ce qu'il devait faire, Phileas Fogg décide de continuer son voyage seul.
Monique et Passepartout, qui ont décidé, au contraire, de continuer à seconder Phileas Fogg dans son périple, arrivent deux jours après lui aux États-Unis, où ils retrouvent un Phileas Fogg réduit à la mendicité dans les rues de San Francisco après s’être fait voler son argent par une voleuse à la tire et décident de reprendre ensemble le trajet; dans le désert, le trio croise les frères Wright, réparateurs de vélos et pionniers de l'aviation. À New York, une nouvelle bagarre générale a lieu avec les assassins du Scorpion Noir et son chef, la Générale Feng ; elle se déroule devant une statue rappelant la statue de la Liberté. Le trio part ensuite en bateau à vapeur, de New York à Londres. Pour achever le voyage dans le délai imparti, ils construisent un avion sur le navire et décollent pour Londres.
Nos héros arrivent à Londres juste à midi. Mais Lord Kelvin joue sur les termes de l'accord pour déclarer Phileas Fogg perdant. Cela dit, une dernière intervention de l'Inspecteur Fix, excédé de ses déconvenues, révèle en présence de la reine Victoria (Kathy Bates) les machinations de Lord Kelvin, qui est arrêté avec ses complices. Phileas Fogg se prépare à abandonner sa carrière quand la Reine révèle qu'ils ont en réalité mis 79 jours à faire le tour du monde en raison du décalage horaire, ce qui permet à Fogg de gagner son pari et de devenir Ministre des Sciences, ouvrant une ère de modernité pour l'Angleterre.

## Fiche technique

Construction du décor en avril 2003

- Titre original : Around the World in 80 Days
- Titre français : Le Tour du monde en quatre-vingts jours
- Réalisation : Frank Coraci
- Scénario : David Titcher, David Benullo et David Goldstein, d'après le roman du même titre de Jules Verne (1873)
- Musique : Trevor Jones
- Effets spéciaux : John Evans
- Production : Bill Badalato
- Société de production : Pathé, Walden Media
- Société de distribution : Buena Vista Entertainment
- Genre : aventure
- Durée : 120 minutes
- Dates de sortie :
  - Etats-Unis : 16 juin 2004
  - France : 11 août 2004

## Distribution
- Jackie Chan (VF : Guy Chapellier - VQ : François L'Écuyer) : Passepartout / Lau Xing
- Steve Coogan (VF : Bernard Gabay - VQ : Marc-André Bélanger) : Phileas Fogg
- Cécile de France (VF : elle-même - VQ : Geneviève Cocke) : Monique La Roche
- Ewen Bremner (VF : Dominique Collignon-Maurin - VQ : François Sasseville) : Inspecteur Fix
- Arnold Schwarzenegger (VF : Daniel Beretta - VQ : Yves Corbeil) : Prince Hapi
- Jim Broadbent (VF : Bernard Dhéran - VQ : Hubert Gagnon) : Lord Kelvin
- Michaël Youn (VF : lui-même) : Directeur de la galerie d'art
- Richard Branson : Aérostier
- Maggie Q : L'agent féminin
- Rob Schneider (VF : Gilles Morvan - VQ : François Godin) : Clochard à San Francisco
- Frank Coraci : Piéton
- Luke Wilson (VF : Patrick Mancini - VQ : Antoine Durand) : Orville Wright
- Owen Wilson (VF : Éric Legrand - VQ : Luis de Cespedes) : Wilbur Wright
- Mark Addy (VF : Patrick Messe - VQ : Benoit Rousseau) : Capitaine du bateau à vapeur
- John Cleese (VF : Frédéric Cerdal) : Sergent Grizzled
- Will Forte : Bobby jeune
- Phil Meheux : Clochard londonien
- Kathy Bates (VF : Denise Metmer - VQ : Claudine Chatel) : Reine Victoria
- Robert Fyfe : Jean Michel
- Ian McNeice (VF : Georges Aubert - VQ : Sylvain Hétu) : Colonel Kitchener
- David Ryall : Lord Salisbury
- Roger Hammond (VF : Marc Alfos - VQ : Claude Préfontaine) : Lord Rhodes
- Adam Godley (VF : Gérard Rinaldi - VQ : Pierre Auger) : Monsieur Sutton
- Karen Joy Morris (VF : Yumi Fujimori - VQ : Lisette Dufour) : Général Fang
- Patrick Paroux (VF : lui-même) : Agent de voyage français
- Perry Blake : Vincent van Gogh
- Eva Ebner : Femme folle
- Guillaume Siron : Toulouse-Lautrec
- Macy Gray : Femme française endormie
- Poon Yin Chi : Mère de Lau Xing
- Yotaka Cheukaew : Petit Jing
- Sammo Hung : Wong Fei-Hung
- Daniel Wu (VF : Pierre Tessier - VQ : Nicholas Savard L'Herbier) : Bak Mei
- John Keogh : Policier irlandais

Voix additionnelles : Emmanuel Karsen

## Production

### Tournage
- Le film a été tourné entre autres à Berlin, près de la cathédrale de la place Gendarmenmarkt.
- Des scènes figurant le Paris 1880 ont été tournées à Görlitz (Allemagne)[2].

## Accueil

### Accueil critique
Le film a reçu un accueil critique mitigé, voire hostile, de la part de la critique et a coûté deux fois plus cher qu'il n'a rapporté.

### Box-office
- États-Unis : 24 004 159 $ US[3]
- France : 720 930 entrées[3]
- Mondial : 72 174 917 $[3]

## Analyse

### Différences avec le roman
- Contrairement au Tour du monde en quatre-vingts jours de Jules Verne, les trois personnages principaux du film sont différents.
  - Le personnage de Phileas Fogg dans le livre et dans le film ont des points communs : ils sont très maniaques dans leurs maisons, dans ce pari ils risquent beaucoup, ils sont tous deux très amoureux. Par contre leurs personnalités sont différentes : le personnage de Jules Verne est un Anglais flegmatique alors que le personnage du film est un inventeur excentrique.
  - Dans le livre, Passepartout est un valet français; dans le film, c'est un Chinois qui réussit à se faire passer pour un Français auprès du naïf Phileas Fogg.
  - Le personnage féminin est totalement différent entre le livre et le film. Dans le livre, il s'agit d'une veuve indienne condamnée au satî (le bûcher), elle ne fait que suivre Phileas Fogg qui lui a sauvé la vie. Dans le film, c'est une Française pleine d'initiatives, les pieds sur terre, qui aide le maladroit Phileas Fogg.

### Erreurs et incohérences
- Fix tombe dans le sens de la marche du train (à 42 minutes et 48 secondes).
- Pour mieux voir la Vénus de Milo, l’œuvre a été déplacée dans la scène où Phileas Fogg et Passepartout menacent le prince Hapi de faire tomber sa statue de Rodin (si on compare avec la scène précédente de l'entrée de Phileas Fogg, Passepartout et Monique Laroche dans le palais).

#### Anachronismes
L'action du film est censée se dérouler en 1872.
- La tour Eiffel apparaît dans le film. Elle est construite pour l'exposition universelle de Paris de 1889. Elle n'est donc pas encore construite au moment de l'aventure.
- Le Grand Palais apparaît également. Il est inauguré en mai 1900. Il n'est donc pas encore construit au moment de l'aventure.
- Vincent van Gogh s'est coupé l'oreille en 1888 et a peint La Nuit étoilée en 1889.
- La présence de l'hélium, dont parle Phileas Fogg, sur Terre n'est démontrée qu'en 1882.
- Dans le film, les frères Orville et Wilbur Wright ont environ 30 ans, or ils sont nés en 1867 et 1871. Ils avaient donc 5 et 1 ans au moment de l'action.
- Quand Phileas Fogg mendie à San Francisco, une affiche représentant Joseph Staline est visible derrière lui. Ceci est impossible, puisque Staline est né en 1878.

## Autour du film
- Les acteurs jouant les frères Wright sont réellement frères dans la vie : Luke et Owen Wilson.
- Arnold Schwarzenegger et Jackie Chan joueront aussi dans le film La Légende du dragon

### Adaptation
Le film a été adapté en jeu vidéo sur Game Boy Advance et téléphone mobile.